# يان ن. وود
يان ن. وود (بالإنجليزية: Ian N. Wood)‏ هو أستاذ جامعي بريطاني، ولد في 1950 في لندن في المملكة المتحدة.